# Infinity (Devin-Townsend-Album)
Infinity (dt. Unendlichkeit) ist das zweite Soloalbum des kanadischen Rockmusikers Devin Townsend. Es erschien am 21. Oktober 1998 bei seinem eigenen Plattenlabel HevyDevy Records und erreichte in den japanischen Albumcharts Platz 29.

## Entstehung
Das Album schrieb Devin Townsend bereits Anfang 1997 in Australien und den USA. Für ihn ist das Album der „Soundtrack zur Wiederkehr Jesu“ und ein sehr persönliches Album, auf dem seine Eltern und seine Schwester als Backgroundsänger zu hören sind. Die Aufnahmen erstreckten sich über einen Zeitraum von über einem Jahr und begannen im April 1997. Unterbrochen wurden sie von einem Aufenthalt Townsends in einer psychiatrischen Klinik. Mit dem ersten Mix vom Mai 1998 war Townsend so unzufrieden, dass er im August 1998 ins Hipposonics Studio ging, einen zweiten Mix erstellte und beide miteinander kombinierte. Damit blieb nicht mehr genügend Zeit, die Liedtexte für das Booklet aufzubereiten, weshalb die Erstauflage keine Texte enthielt.
Das Cover zeigt mehrere Nacktfotos von Townsend als androgynes Wesen, der damit zum Ausdruck bringen wollte, dass nicht das Äußere eines Künstlers zählt, sondern nur seine Musik.

## Titelliste
1. Truth – 3:58
2. Christeen – 3:41 (Townsend/Ginger)
3. Bad Devil – 4:52
4. War – 6:29
5. Soul Driven Cadillac – 5:14
6. Ants – 2:01
7. Wild Colonial Boy – 3:04
8. Life Is All Dynamics – 5:08
9. Unity – 6:07
10. Noisy Pink Bubbles – 5:22

## Kritiken
Michael Rensen vom Musikmagazin Rock Hard zeigt sich im Vergleich zum Vorgänger Ocean Machine: Biomech enttäuscht, Townsend vernachlässige das Songwriting und setze zu sehr auf futuristischen Sound. Als Höhepunkte nennt er das eingängige Christeen und das mit Posaunen versetzte Industrial-Stück Bad Devil, meint aber, dass der Rest der Lieder „streckenweise in einem apokalyptischen, leicht monotonen Sound-Overkill“ versinke. Jörg Graf vom Onlinemagazin Babyblaue Seiten bemerkt, dass Infinity mit dem für Townsend typischen bombastischen und brachialen Sound aufwarte, dass aber die Lieder nicht gut genug seien. Er bemängelt Allerweltsmelodien, das ständige Wiederholen der gleichen Riffs und die immer gleichen Arrangements. Es werde kaum Spannung aufgebaut und nichts bleibe wirklich im Gedächtnis haften. Allerdings lobt auch er Bad Devil als „verrocktes Spiritual“ und das Instrumental Ants als Lehrstück dafür, wie man einen Ameisenhaufen vertont.